# Ruta 9 (Bolivien)
Die Ruta 9 ist eine Nationalstraße im südamerikanischen Andenstaat Bolivien.

## Streckenführung
Die Straße hat eine offizielle Länge von 1631 Kilometern und durchquert Bolivien von Süden nach Norden fast in kompletter Länge, vom Gran Chaco an der argentinischen Grenze bis zum Beni-Tiefland an der brasilianischen Grenze. Die Straße durchquert die Departamentos Tarija, Chuquisaca, Santa Cruz und Beni. Sie beginnt im Süden als Fortsetzung der argentinischen Ruta Nacional 34 am Nordufer des Río Caraparí bei San José de Pocitos und endet im Nordosten in der Stadt Guayaramerín am Westufer des Río Mamoré.
Der südliche Teil der Ruta 9 in einer Länge von 952 Kilometern bis zur Ortschaft San Javier direkt nördlich von Trinidad ist komplett asphaltiert, die restliche Strecke von 679 km im nordöstlichen Tiefland besteht aus Schotter- und Erdpiste.
Die eigentliche Länge der Ruta 9 ist um etwa 170 Kilometer länger und beträgt etwa 1800 Kilometer, da Teilabschnitte der Ruta 9 gleichzeitig identisch mit Abschnitten von Ruta 6, Ruta 7 und Ruta 4 sind, diese Abschnitte werden bei der offiziellen Längenangabe für die Ruta 9 nicht mitgezählt.

## Geschichte
Der südliche Abschnitt der Ruta 9 bis Trinidad ist mit Dekret 25.134 vom 31. August 1998 zum Bestandteil des bolivianischen Nationalstraßennetzes „Red Vial Fundamental“ erklärt worden, der nördliche Abschnitt mit Gesetz 2611 vom 18. Dezember 2003, ebenso der 85 km lange Abzweig von Moroña bis San Juan de Puerto Ustárez.

## Streckenabschnitte

### Departamento Tarija
- km 000: San José de Pocitos
- km 008: Yacuiba
- km 022: Campo Pajoso
- km 049: Sachapera
- km 066: Palmar Grande

### Departamento Chuquisaca
- km 097: Villamontes
- km 152: Macharetí

### Departamento Santa Cruz
- km 195: Boyuibe
- km 245: Ipitá
- km 308: Abapó
- km 326: Cabezas
- km 366: Ingenio Mora
- km 450: Santa Cruz de la Sierra
- Weiter auf der Ruta 4
- km 450: Pailón
- km 512: Los Troncos
- km 561: San Julián
- km 566: San Ramón
- km 624: El Puente
- km 680: Ascención de Guarayos
- km 761: Cerro Chico

### Departamento Beni
- km 792: Puente San Pablo
- km 878: Casarabe
- km 927: Trinidad
- km 952: San Javier
- km 985: San Pedro Nuevo
- km 1139: San Ramón
- km 1171: San Joaquín
- km 1191: La Moroña
- km 1276: San Juan de Puerto Ustárez
- km 1311: Puerto Siles/Río Matucaré
- km 1346: Paraíso
- km 1416: Las Abras
- km 1511: Principio de Monte
- km 1631: Guayaramerín